# Шнайдер, Камилло Карл
Камилло Карл Шнайдер (нем. Camillo Karl Schneider, 7 апреля 1876 — 5 января 1951) — австрийский ботаник, садовник и ландшафтный архитектор.

## Биография
Камилло Карл Шнайдер родился в Саксонии 7 апреля 1876 года. 
В 1904 году он опубликовал свои первые работы, в том числе начало тома «Illustrated Handbook of Broad-leaved Trees», который он завершил в 1912 году. В 1913 году при поддержке Австро-Венгерского дендрологического общества Камилло Карл Шнайдер совершил поездку в Китай, где он произвёл сбор растений и семян для ботанического сада Pruhonitz. Камилло Карл Шнайдер уехал из Китая через Шанхай в 1915 году, путешествуя в Бостон, где он работал в Arnold Arboretum наряду с Чарльзом Спрэгом Сарджентом, Альфредом Редером и Эрнестом Генри Уилсоном до 1919 года, когда он приехал в Вену. 
Через два года Камилло Карл Шнайдер переехал в Берлин, где умер 5 января 1951 года.

## Научная деятельность
Камилло Карл Шнайдер специализировался на семенных растениях.  

## Публикации
- 1903: Gärtnerische Vermessungskunde umfassend geometrisches Zeichnen, Berechnungen, Feldmessen, Nivellieren und Planzeichnen: eine Anleitung zum Gebrauch für den Selbstunterricht und für gärtnerische Lehranstalten. Издание Schmidt. 168 pp.
- 1903: Dendrologische Winterstudien. Издание G. Fischer. 290 pp.
- 1904: Handbuch der Laubholzkunde: Charakteristik der in Mitteleuropa heimischen und im Freien angepflanzten angiospermen Gehölz-Arten und Formen mit Ausschluß der Bambuseen und Kakteen. Издание Fischer. 592 pp.
- 1904: Illustrated Handbook of Broad-leaved Trees.
- 1905: Die Gattung "Berberis" (Euberberis). Vorarbeiten für eine Monographie // Bull.Herb.Boissier.Sér.2, janvier 1905, Genève, pp. 33 sq
- 1924: Das rosenbuch. Volumen 2 de Bücher der gartenschönheit. Издание Gartenschönhei. 136 pp. Con Wilhelm Mütze.
- 1950: Hecken im Garten (Hedges in the Garden).